# Schnitzer Motorsport

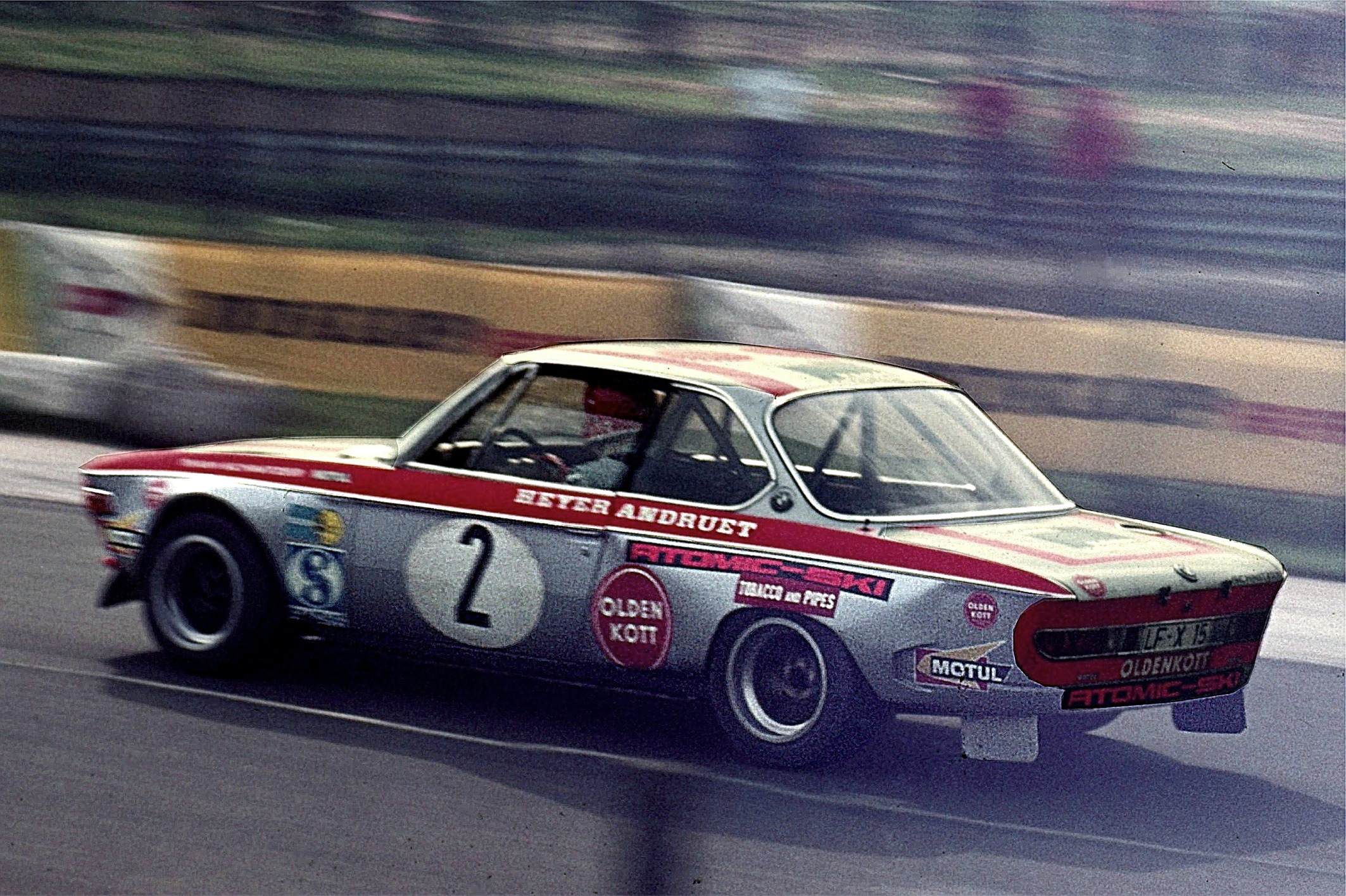
La BMW 2800 CS en 1972

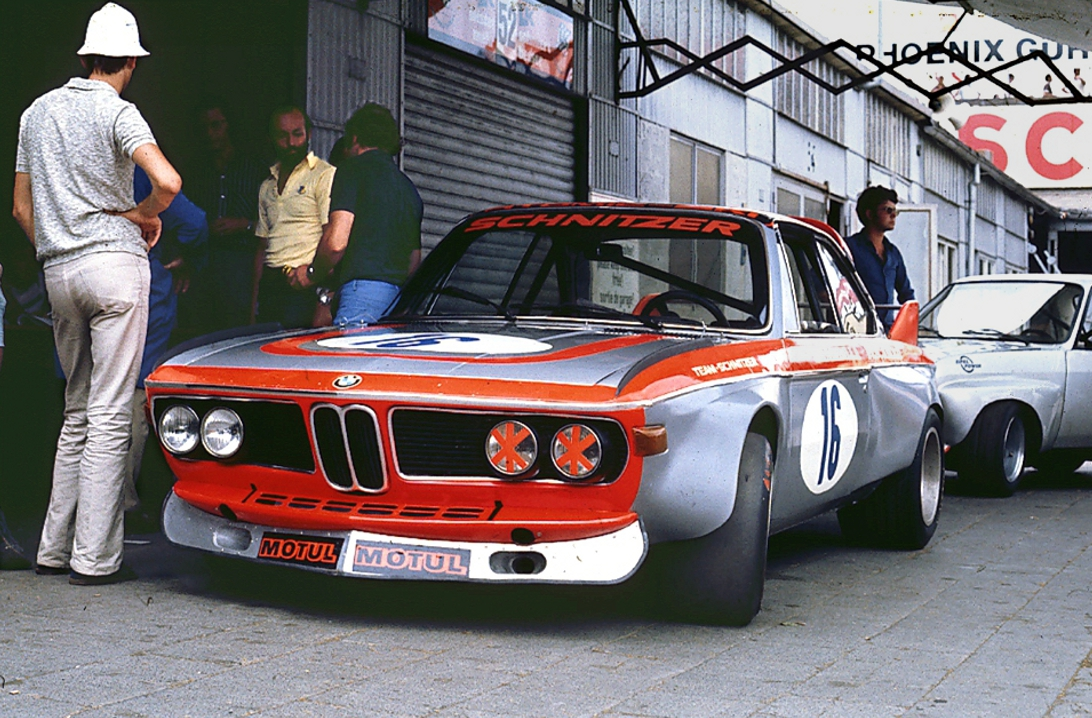
La BMW Schnitzer CSL en 1973

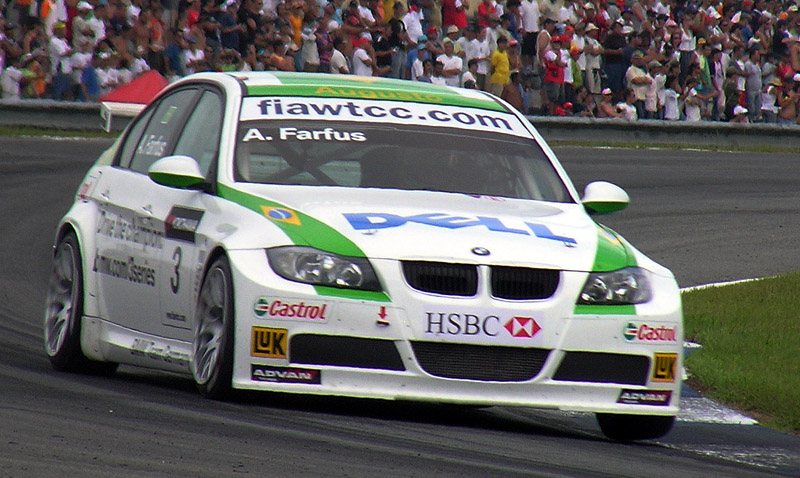
Augusto Farfus en 2007

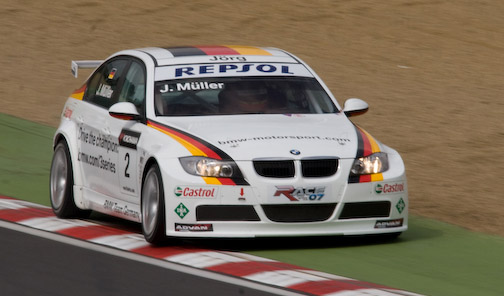
Jörg Müller en 2008

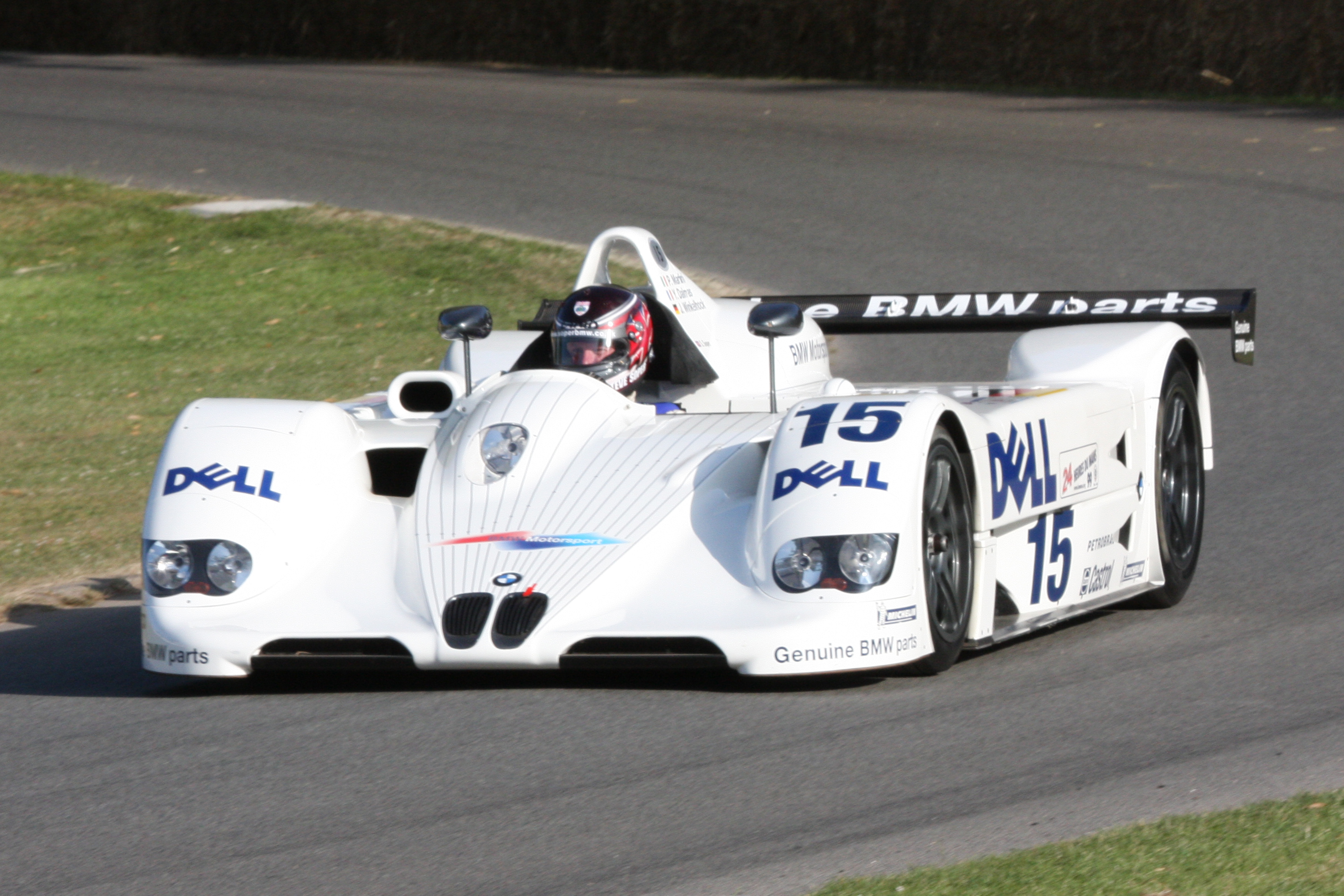
La BMW V12 LMR prise en 2009

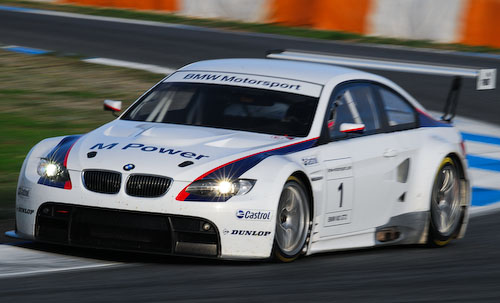
La BMW M3 GT2 en 2009

Schnitzer Motorsport est une écurie de course automobile allemande basée à Freilassing en Bavière et fondée par les frères Josef et Herbert Schnitzer en 1967. Elle a participé à toutes les courses de tourisme et de grand tourisme mondiales.
Schnitzer Motorsport est une des structures qui porte les couleurs de BMW Motorsport dans le sport automobile.
Le préparateur automobile AC Schnitzer a lui aussi été fondé par la famille Schnitzer mais appartient désormais au groupe Kohl et n'a plus de liens financiers avec l'écurie,.

## Histoire
En 1963, les frères Josef et Herbert Schnitzer achètent une Fiat accidentée qu'ils restaurent et pilotent eux-mêmes. Cela marque la naissance du sport automobile au sein de la maison Schnitzer.
Josef Schnitzer en remportant le championnat Allemand des voitures de Tourisme au volant d'une BMW 2000TI préparée par ses soins, apporte le premier titre à Freilassing, À ce moment-là, personne ne se doute que ce sera le début d'une longue moisson de trophées et de titres.
L'année 1968 marque le début de la domination de l’équipe Schnitzer dans le championnat d’Europe de côte. Ernst Furtmayr remporte sa première victoire au général sur la BMW 2002ti. Deux autres titres suivront en 1969 et 1970.
Le Suisse Walter Brun, continuera à écrire l’histoire du sport automobile, apportant à l’équipe Schnitzer son quatrième titre consécutif au Championnat d’Europe de côte au volant d’une BMW 2.8 CS.
Le Français Jacques Laffite remporte le Championnat d'Europe de Formule 2 dans une Formule 2 Martini propulsée par un moteur Schnitzer permettant ainsi à Schnitzer de remporter son premier titre en monoplace.
L’un des faits d'armes exceptionnelles d’Albrecht Krebs a été la bataille en 1975 lors de la finale à Hockenheim avec la 3.5CSL Coupé. En raison d'un ressort de soupape cassé au dixième tour, Albrecht Krebs a perdu le championnat et a terminé troisième.
Si l'année 1978 rime avec succès d'un point de vue sportif, c'est malheureusement une année tragique pour Schnitzer. Les performances exceptionnelles du nouveau pilote Harald Ertl dans la BMW 320 turbo, qui lui ont finalement permis de remporter le championnat allemand de course, sont éclipsées par un tragique accident impliquant Josef Schnitzer, décédé des suites des blessures subies lors d'un accident sans responsabilité de sa part lors d'un voyage à Zolder.
Schnitzer Motorsport remporte le Championnat d’Europe des voitures de tourisme avec le pilote Dieter Quester au volant d’une BMW 635 CSi Groupe A. Après les titres de Champion d'Europe de côte et celui acquis en tant que fournisseur de moteurs en Formule 2, il s’agit du sixième titre européen de l’histoire de l'entreprise.
En 1985, l'équipe Schnitzer remporte sa toute première victoire sur une course de 24 heures avec la BMW 635 CSi. Le trio composé de Roberto Ravaglia, Gerhard Berger et Marc Surer remporte la classique à Spa-Francorchamps, terminant devant la deuxième voiture Schnitzer, conduite par Dieter Quester, Markus Oestreich et Johnny Cecotto.
Schnitzer Motorsport remporte le championnat d'Europe pour la seconde fois après celui de 1983 avec l'éprouvée BMW 635 CSi Group A avec à son volant l'Italien Roberto Ravaglia. Ce premier triomphe sera suivi de nombreuses autres victoires.
Le pilote italien de l'équipe Schnitzer, Roberto Ravaglia, remporte le premier championnat du monde des voitures de tourisme sur une BMW M3. Ravaglia restera le tenant du titre pendant 18 ans, jusqu'à ce que le championnat du monde officiel des voitures de tourisme ait lieu en 2005.
Après avoir remporté le championnat d'Europe en 1986 et le championnat du monde en 1987, Roberto Ravaglia décroche au volant d'une BMW M3 Groupe A le troisième titre d'affilée pour Schnitzer Motorsport dans le championnat d'Europe des voitures de tourisme.
1989 est une année très spéciale pour l'équipe Schnitzer, puisqu'elle remporte pour la première fois deux titres en une saison. Roberto Ravaglia remporte le DTM tandis que Johnny Cecotto triomphe dans le championnat italien des voitures de tourisme.
Après avoir remporté un titre de champion du monde, deux championnats d'Europe et le DTM, Roberto Ravaglia décroche son cinquième titre consécutif au championnat italien des voitures de tourisme. Un record impressionnant, qui fait de l'Italien l'un des pilotes de voitures de tourisme les plus titrés au monde.
Après avoir remporté un titre de champion du monde, deux championnats d'Europe ainsi que le DTM, Roberto Ravaglia décroche son cinquième titre consécutif au championnat italien des voitures de tourisme. Un record impressionnant, qui fait de l'Italien l'un des pilotes de voitures de tourisme les plus titrés au monde.

## Palmarès
- Championnat d'Europe de la montagne
  - Champion dans la catégorie EHCC en 1968, 1969 et 1970 avec Ernst Furtmayr
  - Champion dans la catégorie EHCC en 1971 avec Walter Brun

- Deutsche Rennsport Meisterschaft
  - Champion en 1978 avec Harald Ertl

- Championnat d'Europe FIA des voitures de tourisme
  - Champion en 1983 avec Dieter Quester
  - Champion en 1986 et 1988 avec Roberto Ravaglia

- Championnat du monde des voitures de tourisme
  - Champion en 1987  avec Roberto Ravaglia

- Deutsche Tourenwagen Meisterschaft
  - Champion en 1989 avec Roberto Ravaglia

- Deutsche Tourenwagen Masters
  - Champion par équipe en 2012
  - Vainqueur du titre pilote en 2012 avec Bruno Spengler

- Championnat d'Italie de Supertourisme
  - Champion en 1989 avec Johnny Cecotto
  - Champion en 1990 et 1991 avec Roberto Ravaglia

- Championnat britannique des voitures de tourisme
  - Champion en 1993 avec Joachim Winkelhock

- Super Tourenwagen Cup
  - Champion en 1994 avec Joachim Winkelhock
  - Champion en 1998 avec Johnny Cecotto

- Japanese Touring Car Championship
  - Champion en 1995 avec Steve Soper

- Championnat du monde des voitures de sport
  - Vainqueur des 1 000 kilomètres du Nürburgring en 1976 avec Dieter Quester et Albrecht Krebs

- American Le Mans Series
  - Champion dans la catégorie GT1 en 2001 avec Jörg Müller

- 24 Heures du Mans
  - 3e en 1997 avec Peter Kox, Roberto Ravaglia et Éric Hélary
  - Vainqueur en 1999 pour le compte de BMW Motorsport avec Joachim Winkelhock, Pierluigi Martini et Yannick Dalmas au volant de la BMW V12 LMR

- 24 Heures du Nürburgring
  - Vainqueur en 1991 et 1998
  - Vainqueur pour le compte de BMW Motorsport en 2004, 2005 et 2010

- 24 Heures de Spa
  - Vainqueur en 1985, 1986 et 1988